# سیارک ۱۹۵۸۷
سیارک ۱۹۵۸۷ (به انگلیسی: 19587 Keremane، نامگذاری:1999NG11) نوزده هزار و پانصد و هشتاد و هفتمین سیارک کشف شده‌است که در ۱۳ ژوئیه ۱۹۹۹ کشف شد.
قدر مطلق سیارک برابر ۲۰.۴ است.